# 韦旭
韦旭（？—？），京兆郡杜陵县（今陕西省西安市长安区）人，出自京兆韦氏东眷，北魏官员。

## 生平
韦旭家族世代为三辅望族，父亲韦真憙是北魏冯翊郡、扶风郡二郡太守。韦旭先是担任武威郡太守，建义元年（528年），出任大行台右丞，加号辅国将军、雍州大中正。永安二年（529年），韦旭被册拜为右将军、南豳州刺史。当时氐族的贼寇多次抢掠偷盗，韦旭根据情况加以安抚，氐人都迅速的投降归附了。不久，韦旭在任内去世，朝廷赠予司空、冀州刺史，谥号文惠。

## 家庭

### 兄弟
- 韦祉，北魏太府少卿
- 韦祯，北魏给事黃门侍郎、光禄大夫

### 子女
- 韦敻，十次征辟不出，号逍遥公
- 韦孝宽，北周上柱国、相州总管、郧襄公
- 韦孝固，吏部郎中、赠雍州刺史、安平恭子[5]
- 韦子迁，北魏安定县开国乡男，追赠洛州刺史
- 韦□顺，西魏奉朝请、假节、中垒将军、东秦州刺史[6]